# Kangtega
Kangtega, Kantega eller Snow Saddle er et bjerg i Khumbu-regionen af Himalaya i Nepal. Toppen ligger på 6 782 meter over havet og indgår i den del af Himalaya som kaldes Mahalangur Himal.

## Beskrivelse
Kangtega rejser sig i en sadelformet bjergside, som har givet bjerget det engelske kaldenavn “Snow Saddle”. Sadlen spænder fra Khumbu til Hinkudalen og har Thamserku som nabo i nord.
Kangtega ligger i Solukhumbu-distriktet. De nærmeste bjerge er Thamserku, Kyashar, Malangphutang, Kusum Kanguru, Ama Dablam, og Peak 41, med stigende afstande.
Via en bjergryg står Kangtega i forbindelse med Kyashar.
Bjerget er afvandingsområde til Ganges og dermed til Den Bengalske Bugt.

## Bestigningshistorie
En ekspedition ledet af den newzealandske bjergbestiger Edmund Hillary var først til toppen af Kantega i juni 1963. Bestigningen gik via Hinkuglacieren på østsiden af bjerget. Toppen blev nået den 5. juni af de amerikanske klatrere David Dornan og Tom Frost og newzealænderne Michael Gill og Jim Wilson.
Ekspeditionen var en fortsættelse af den sponsorerede serie af bestigninger, der blev indledt i 1960 af Sir Edmund Hillary, med ekspeditionsomkostninger dækket af World Book Encyclopedia of Chicago
I oktober 1986 blev den nordøstlige passage, Northeast Buttress, besteget af Jay Smith, Mark Hesse, Craig Reason og Paul 'Wally' Teare.
Bjergbestiger Valeri Babanov har gjort en livlig redegørelse for hans forsøg på at bestige Kangtega fra den nordlige og nordvestlige side.
Den bedste tid til at klatre i området er i maj og oktober, mens marts-april og september og november også er mulige, men i meget køligere og snerigere forhold.

## Konspirationsteorier
Inden for konspirationsteorien har Kangtega en givet plads. Ufologer hævder at have fundet en indgang til en underjordisk UFO-base som ligger ved Kangtegas top. Et stort område ved Kangtega kan ikke ses på Google Earth (2016), noget som konspirationsteoretikere tager som tegn på, at myndighederne ikke vil vise, hvad som findes der. Flere fantasifulde teorier er i gang. Basen skulle ligge ved koordinaterne 27°47’43,40″N 86°49’6,40″E.

## Billedegalleri
- Udsigt mod Kantega fra Pheriche.
- Den britiske klatrer Alison Hargreaves og den amerikanske klatrer Jeff Lowe passerer Kangtega den 1. maj 1986